# Kerstin Andeby
Kerstin Marianne Andeby Wanngren, född 15 oktober 1952 i Karlstad, är en svensk musiker, kompositör och sångare. 
Andeby har bland annat tillsammans med maken Peter Wanngren, i deras bolag Musikrummet, skapat musik för barn. Hon har skrivit över 200 utgivna sånger för barn och har i samverkan med Peter Wanngren varit aktiv som artist och musiker sedan 1970-talet i sånggruppen Pastellerna och i gruppen Ritz, deltagit i shower och revyer med till exempel Lasse Berghagen, varit fältartister i Libanon och på Cypern 1986 och deltagit i Melodifestivalen tre gånger. Under 10 år turnerade de även i folkparkerna med föreställningen Svingelskogen, hon i rollen som Kirre Kurre. Till denna föreställning skrev de båda också nästan all musiken.
Hon arbetar också i "Barnens katedral" i Norrstrands församling i Karlstad samt som lärare i barnkörmetodik vid Geijerskolan.
Hon tilldelades Alice Tegnér-musikpriset 2004 för sitt framstående arbete med barnmusik. För albumet Majas Alfabetssånger fick paret en Grammis 1993 och 2001 sålde det guldskiva.

## Diskografi
- 1994 – Klara, färdiga, gå
- 1995 – Majas alfabetssånger
- 1995 – Sjung min lilla groda
- 1997 – Musiklek
- 1997 – Musikul
- 1999 – Cirkus Hoppa Lång
- 2004 – Mosters truddelutter
- 2008 – Nu kommer barnen in
- 2008 – Allting är möjligt
- 2009 – Nu är det jul igen